# Kajetan Kovič
Kajetan Kovič [kájetan kóvič], slovenski pesnik, pisatelj in prevajalec, * 21. oktober 1931, Maribor, † 7. november 2014, Ljubljana.
Kajetana Koviča uvrščajo v obdobje sodobne slovenske književnosti po 2. svetovni vojni.

## Življenje
Rodil se je v Mariboru, v učiteljski družini. Otroška leta je preživljal v Poljčanah, kjer je  končal prve tri razrede osnovne šole. V četrtem razredu se je družina zaradi vojne preselila v Hrastje Mota blizu Gornje Radgone. Tam je spoznal kmečko življenje in tegobe vojnega časa, hkrati pa se mu je pokrajina ob Muri močno vtisnila v spomin. Številne njegove pesmi oživljajo prav podobe narave ob Muri. V tem času je obiskoval šolo v Vučji vasi, Gornji Radgoni ter Mariboru. Po vojni se je s starši preselil v Slatino Radenci in nadaljeval s šolanjem v Mariboru. Obiskoval je klasično gimnazijo v Mariboru, kjer je leta 1950 maturiral. Nato se je vpisal na študij primerjalne književnosti na ljubljanski Filozofski fakulteti. Diplomiral je leta 1956.
Med letoma 1961 in 1962 se je kot štipendist Prešernovega sklada študijsko zadrževal v Parizu. Leta 1966 se je udeležil seminarja češkega jezika in književnosti na univerzi v Pragi. V času študija je sodeloval pri literarni reviji Beseda in nastopal na literarnih večerih. Toda ker se s pisateljevanjem ni mogel preživljati, se je po končanem študiju zaposlil kot novinar pri Ljubljanskem dnevniku in Ljudski pravici. Po odsluženem vojaškem roku v Valjevu in Kraljevu v Srbiji pa je leta 1958 postal urednik za leposlovje pri Državni založbi Slovenije, kjer je od leta 1985 delal kot glavni urednik vse do upokojitve leta 1992. 1991 je postal dopisni (izredni), 1995 pa redni član Slovenske akademije znanosti in umetnosti (SAZU), med letoma 1996 in 2002 je bil pri akademiji tajnik razreda za umetnosti. Bil je član Društva slovenskih pisateljev in izredni član Društva madžarskih pisateljev. Udeležil se je tudi pisateljskih srečanj v različnih evropskih državah (npr. Nizozemska, Avstrija, Francija). Bil je dobitnik številnih domačih in tujih literarnih nagrad. Trikrat je dobil Levstikovo nagrado (1963, 1985 in za življenjsko delo 2001), nagrado Prešernovega sklada (1967), Sovretovo nagrado (1972), leta 1978 je dobil Prešernovo nagrado, 1993 Jenkovo nagrado, 2007 tudi Zlatnik poezije.

## Delo

### Poezija
Prve pesmi je začel pisati že v gimnaziji, prvič pa jih je objavil v Mladinski reviji leta 1948. Za njegov prodor v javnost je pomembno soavtorstvo pesniške zbirke z naslovom Pesmi štirih, v kateri je objavljenih 26 Kovičevih pesmi. Zbirko je leta 1953 izdala takrat že znana mlada četverica Kajetan Kovič, Ciril Zlobec, Janez Menart in Tone Pavček. V zbirki je vidna Kovičeva prodornost k intimizmu, ki napoveduje prelom s povojno ideologijo in graditeljsko poezijo socialnega realizma. Tej zbirki so sledile samostojne pesniške zbirke, v katerih se pesnik najprej odmakne od poetike novoromantičnega intimizma, potem sledi močan tematski in slogovni premik v smeri iracionalnega eksistencializma, ko začne odkrivati nove moči upiranja silam, ki pretijo človeku v modernem svetu tehnike in politike. Gre za filozofska bivanjska oziroma eksistencialna vprašanja. Viden pa je tudi vpliv literature absurda. Spremeni se njegov duhovni in jezikovni slog pisanja. Pesmi pogosto nakazujejo duhovno urejanje nasprotji k enoviti smotrnosti sveta, zateče se k bolj neposredni besedi. V liriki se je pesnik izrazno močno približal novemu ekspresionizmu, za katerega so značilne prekinjene normalne zveze med stvarmi, svobodna metaforika, menjavanje stalne in svobodne pesniške oblike. Njegov pesniški razvoj je potekal vse od sledi nove romantike do bližanja modernejšemu pesništvu. Oblikovno je v glavnem vztrajal pri vezanih verznih oblikah. V novejših zbirkah je dosegel zrelo klasičnost.

### Proza
Kovič je tudi avtor pripovednih besedil, v katerih svoj doživljajski in miselni svet odkriva z bolj realistične strani. Napisal je zbirko novel (Iskanje Katarine, 1987) in romane Tekma ali kako je arhitekt Nikolaj preživel konec tedna (1970), Pot v Trento: Prizori iz navadnega življenja Franca M. (1994), Profesor domišljije: Ljubljanska zgodba (1996).

### Mladinska književnost
Zelo pomemben je njegov prispevek k sodobnemu slovenskemu mladinskemu slovstvu. Med mladimi je zaslovel s poezijo in prozo. Pisanju za otroke posveča ves čas. V mladinskih delih sledi humorju, zvočnosti, povezovanju resničnosti in domišljije v igri ter čustvenemu in domišljijskemu bogatenju bralca. Njegove knjige za otroke so bile prevedene v številne tuje jezike.

### Prevodi
Priznan pa je tudi kot prevajalec nemške, francoske, madžarske, češke, hrvaške, srbske in ruske poezije. V slovenščino je med drugim prevedel Prešernove nemške pesmi. Med knjižnimi prevodi so najpomembnejši izbori Rilkejeve, Traklove, Georgejeve, Adyjeve in Holanove poezije. Z Nikom Grafenauerjem je sestavil in prevedel Antologijo nemške poezije 20. stoletja (1998).

### Poezija
- Pesmi štirih (soavtor) 1953 (COBISS)
- Prezgodnji dan, 1956
- Korenine vetra, 1961 (COBISS)
- Ogenjvoda, 1965 (COBISS)
- Vetrnice, 1970 (COBISS)
- Mala čitanka, 1973 (COBISS)
- Pesmi, 1973, (COBISS)
- Labrador, 1976 (COBISS)
- Dežele, 1988 	(COBISS)
- Poletje, 1990  (COBISS)
- Letni časi, 1992 (COBISS)
- Sibirski ciklus in druge pesmi raznih let, 1992 (COBISS)
- Lovec, 1993
- Glas, 1998 (COBISS)
- Vrt : izbrane pesmi, 2001 (COBISS)
- Pesmi, 2003
- Vse poti so : zbrane in nove pesmi, 2009
- Labrador in Nove pesmi, 2014

### Proza
- Ne bog ne žival, 1965  (COBISS)
- Tekma ali kako je arhitekt Nikolaj preživel konec tedna, 1970 (COBISS)
- Iskanje Katarine, 1987 (COBISS)
- Pot v Trento: prizori iz navadnega življenja Franca M., 1994 (COBISS)
- Profesor domišljije: ljubljanska zgodba, 1996 (COBISS)
- Jutranji sprehajalec, 2005 (COBISS)
- Sled sence zarje, 2006 (eseji) (COBISS)
- Mala nebesa, 2008 (spomini in družinska kronika) (COBISS)

### Mladinska književnost
- Franca izpod Klanca, 1963 (COBISS)
- Zlata ladja, 1969 (COBISS)
- Moj prijatelj Piki Jakob, 1972 (COBISS)
- Maček Muri, 1975 (COBISS)
- Zgodnje zgodbe, 1978, 2006 (COBISS)
- Križemkraž, 1980 (COBISS)
- Zmaj Direndaj, 1981 (COBISS)
- Pajacek in punčka, 1984 (COBISS)
- Križemkraž: zgodnje pesmi, zgodnje zgodbe in še malo mačje godbe, 1991
- Mačji sejem, 1999 (COBISS)
- Kako se vrtijo ure : izbrano delo za otroke, 2012

### Prevodi
- R. M. Rilke
- G. Trakl
- E. Ady
- P. Eluard
- F. Prešeren (nemške pesmi)